# Drifters (film)
Drifters (1929) è un documentario muto di John Grierson, il primo e unico film personale del regista.

## Trama
Il film segue la storia della pesca delle aringhe nel Mare del Nord del Regno Unito.

## Accoglienza
Il film ha avuto successo sia dal punto di vista critico che commerciale (producendo soprattutto una forte impressione nel pubblico della London Film Society, il primo cineclub inglese) e ha contribuito a dare il via al movimento cinematografico documentario di Grierson.

## Critica
Nonostante le sue rimostranze nei confronti dello stile modernista, Drifters dimostra come Grierson non avesse paura di alterare leggermente la realtà per mostrare la sua visione. Ad esempio, quando la barca su cui si trovava per girare tornava senza pescato, Grierson comprava del pesce e lo filmava fingendo che provenisse dallo stesso peschereccio. Proprio perché non ritenuto abbastanza autentico, però, Grierson abbandonò il progetto.